# Giải Tony
Giải thưởng Antoinette Perry cho Cống hiến Xuất sắc trong Nghệ thuật Sân khấu Broadway (tiếng Anh: The Antoinette Perry Award for Excellence in Broadway Theatre), thường gọi tắt là giải Tony là một giải thưởng cho nghệ thuật sân khấu Hoa Kỳ do Cánh Sân khấu Hoa Kỳ (tiếng Anh: American Theater Wing) và Liên đoàn Broadway (tiếng Anh: Broadway League)  trao tặng hàng năm tại New York City.
Giải Tony được lập ra để vinh danh các tác phẩm và thành tựu xuất sắc nhất của sân khấu Broadway. Ngoài ra còn có một giải Tony cho sân khấu địa phương, giải Tony Đặc biệt (không thông qua bầu chọn) và giải Tony Danh dự cho Cống hiến Xuất sắc trong Nghệ thuật Sân khấu (tiếng Anh: Tony Honors for Excellence in Theatre) và giải Isabelle Stevenson. Giải Tony được đặt tên của Antoinette "Tony" Perry, người sáng lập Cánh Sân khấu Hoa Kỳ.
Phương thức bầu chọn của giải Tony được ghi rõ trong tài liệu "Điều lệ và quy tắc của Cánh Sân khấu Hoa Kỳ cho giải Tony" (tiếng Anh: Rules and Regulations of The American Theatre Wing's Tony Awards), thay đổi theo từng năm. Giải Tony được xem là giải thưởng cao quý nhất của ngành sân khấu Hoa Kỳ, tương đương với giải Oscar của ngành điện ảnh, giải Emmy của truyền hình và Grammy của âm nhạc Hoa Kỳ. Giải Tony là mảnh ghép thứ tư của EGOT (Emmy Grammy Oscar Tony) – bộ tứ 4 giải thưởng cao quý nhất của ngành công nghiệp giải trí Hoa Kỳ. Giải Tony tương đương với giải Laurence Olivier của Vương quốc Anh và giải Molière của Pháp.
Từ năm 1997, lễ trao tặng trong giải Tony được tổ chức hàng năm vào tháng 6 tại Radio City Music Hall thuộc New York City. Đài TV CBS trực tiếp truyền hình cuộc trao giải kéo dài khoảng 3 tiếng.
Năm 2009 vở kịch sân khấu Billy Elliott đạt được nhiều giải Tony ở nhiều hạng mục.
Giải Tony thường niên lần thứ 73 được tổ chức ngày 09 tháng 6 năm 2019 tại Radio City Music Hall ở New York City với James Corden dẫn chương trình.

## Hạng mục

### Hạng mục về diễn xuất
- Nam diễn viên chính xuất sắc nhất thể loại Kịch (Best Performance by a Leading Actor in a Play)
- Nam diễn viên góp mặt xuất sắc nhất thể loại Kịch (Best Performance by a Featured Actor in a Play)
- Nam diễn viên chính xuất sắc nhất thể loại Nhạc kịch (Best Performance by a Leading Actor in a Musical)
- Nam diễn viên góp mặt xuất sắc nhất thể loại Nhạc kịch (Best Performance by a Featured Actor in a Musical)
- Nữ diễn viên chính xuất sắc nhất thể loại Kịch (Best Performance by a Leading Actress in a Play)
- Nữ diễn viên góp mặt xuất sắc nhất thể loại Kịch (Best Performance by a Featured Actress in a Play)
- Nữ diễn viên chính xuất sắc nhất thể loại Nhạc kịch (Best Performance by a Leading Actress in a Musical)
- Nữ diễn viên góp mặt xuất sắc nhất thể loại Nhạc kịch (Best Performance by a Featured Actress in a Musical)

### Hạng mục chuyên môn
- Nhạc kịch hay nhất (Best Musical)
- Nhạc kịch làm lại hay nhất (Best Revival of a Musical)
- Đạo diễn xuất sắc nhất thể loại Nhạc kịch (Best Direction of a Musical)
- Kịch bản xuất sắc nhất thể loại Nhạc kịch (Best Book of a Musical)
- Âm nhạc hay nhất (Best Original Score)
- Hòa âm hay nhất (Best Orchestrations)
- Biên đạo múa xuất sắc nhất (Best Choreography)
- Thiết kế sân khấu xuất sắc nhất thể loại Nhạc kịch (Best Scenic Design in a Musical)
- Thiết kế phục trang xuất sắc nhất thể loại Nhạc kịch (Best Costume Design in a Musical)
- Thiết kế ánh sáng xuất sắc nhất thể loại Nhạc kịch (Best Lighting Design in a Musical)
- Thiết kế âm thanh xuất sắc nhất thể loại Nhạc kịch (Best Sound Design of a Musical)
- Vở kịch hay nhất (Best Play)
- Vở kịch làm lại hay nhất (Best Revival of a Play)
- Đạo diễn xuất sắc nhất thể loại Kịch (Best Direction of a Play)
- Thiết kế sân khấu xuất sắc nhất thể loại Kịch (Best Scenic Design in a Play)
- Thiết kế phục trang xuất sắc nhất thể loại Kịch (Best Costume Design in a Play)
- Thiết kế ánh sáng xuất sắc nhất thể loại Kịch (Best Lighting Design in a Play)
- Thiết kế âm thanh xuất sắc nhất thể loại Kịch (Best Sound Design of a Play)

### Hạng mục đặc biệt
- Giải Tony cho sân khấu địa phương (Regional Theatre Tony Award)
- Giải Tony Đặc biệt (gồm có Giải Thành tựu Trọn đời) (Special Tony Award (Lifetime Achievement Award))
- Giải Tony Danh dự cho Cống hiến Xuất sắc trong Nghệ thuật Sân khấu (Tony Honors for Excellence in Theatre)
- Giải Isabelle Stevenson

### Hạng mục đã ngừng trao
- Tác giả xuất sắc nhất (Best Author)
- Chỉ huy dàn nhạc xuất sắc nhất (Best Conductor and Musical Director)
- Thiết kế phục trang xuất sắc nhất (Best Costume Design)
- Thiết kế ánh sáng xuất sắc nhất (Best Lighting Design)
- Diễn viên trẻ nổi bật nhất (Best Newcomer)
- Sản phẩm làm lại xuất sắc nhất (Best Revival)
- Thiết kế sân khấu xuất sắc nhất (Best Scenic Design)
- Chuyên viên Sân khấu xuất sắc nhất (Best Stage Technician)
- Sự kiện Sân khấu Đặc biệt xuất sắc nhất (Best Special Theatrical Event)
- Đạo diễn xuất sắc nhất (Best Direction)

## Lịch sử
Cánh Sân khấu Hoa Kỳ thành lập giải Tony năm 1947, một năm sau khi bà Antoinette Perry (biệt danh Tony, người đồng sáng lập Cánh Sân khấu) qua đời. Pemberton – giám đốc Cánh Sân khấu, kiến nghị thành lập một giải thưởng đặt theo tên của Perry để vinh danh cách thành tựu xuất sắc trong nghệ thuật sân khấu. Tại lễ trao giải đầu tiên năm 1947, khi trao giải, Pemberton vô tình gọi là Tony (thay vì tên đầy đủ là Antoinette Perry). Thế là từ đó giải thưởng này "chết tên" Tony.
Lễ trao giải đầu tiên diễn ra ở khách sạn Waldorf Astoria ở New York City vào ngày 06 tháng 4 năm 1947. Giải thưởng hồi đó là "bật lửa và những món trang sức như hộp phấn bằng vàng 14 carat, vòng tay cho các quý bà và cái kẹp tiền cho các quý ông." Mãi đến năm trao giải thứ ba năm 1949, người nhận giải mới được cầm những bức tượng Tony đầu tiên. Năm 1956 là lần đầu tiên giải Tony được phát sóng trên truyền hình.
Bức tượng Tony được giám đốc nghệ thuật Herman Rosse thiết kế và được làm một hợp kim đồng thau pha với một ít đồng thiếc, bên trên mạ một lớp nickel.